# Einsatzlehre
Die Einsatzlehre (EL) ist ein Lehrfach in der Ausbildung bei Behörden und Organisationen mit Sicherheitsaufgaben (BOS). Insbesondere in der Ausbildung der Polizei und der Feuerwehr ist die Einsatzlehre eines der Hauptfächer der Ausbildung.
In der Literatur wird die Einsatzlehre als die Lehre über den planvollen, zielgerichteten, rechtlich zulässigen, taktisch und psychologisch richtigen Einsatz und der Führung von Kräften beschrieben.
In der Einsatzlehre werden alle bisherigen Erkenntnisse und Erfahrungen strukturiert vermittelt, um sie unter Beachtung des rechtlich zulässigen auf möglichst viele Einsatzfälle zu übertragen.
Beamten, die für Führungsaufgaben ausgebildet werden, wird das Lehrfach auch mit der Führungslehre gemeinsam unterrichtet (Abkürzung FL).